# Vanessa López Quijada
Vanessa López Quijada (Nogales, 24 de diciembre de 1994) es una modelo, reina de belleza, presentadora de televisión y actriz mexicana, reconocida por participar en variedad de certámenes de belleza en su país y a nivel internacional. Como modelo, ha participado en comerciales de televisión para marcas como Marinela, Unefón, Nissan, GNP y Huawei, entre otras.

## Biografía

### Inicios y carrera
López Quijada nació en el municipio de Nogales, Sonora el 24 de diciembre de 1994. Su primera experiencia como concursante en certámenes de belleza se dio en Nuestra Belleza Sonora 2013. Obtuvo el derecho de representar a Sonora en Nuestra Belleza México 2013 (conocido en la actualidad como Mexicana Universal), evento realizado en la ciudad de Toluca y en el que logró convertirse en primera finalista. Esto le valió la designación oficial como Reina Hispanoamericana de México en 2014, para competir ese mismo año en el certamen de Reina Hispanoamericana 2014 en Santa Cruz de la Sierra, Bolivia, en el que obtuvo el título de Virreina Hispanoamericana. En dicha competencia obtuvo además los premios Miss Fotogénica, Chica Look Óster y Chica Amazonas. También en 2014 ofició como conductora del programa Rumbo a Nuestra Belleza Sonora.
Paralelo a su labor como reina de belleza, a comienzos de la década de 2010 obtuvo un contrato de representación con la agencia Boga Models, participando en campañas publicitarias y comerciales de televisión. De igual forma cursó estudios de actuación en el Centro de Educación Artística de Televisa y en talleres dictados por Ortos Soyuz y Sacha Marcus. En 2017 se desempeñó como presentadora en el espacio de variedades Trendy Channel y en el evento Mexicana Universal Sonora.
En 2021 ganó el certamen de belleza Miss Sonora 2021, obteniendo el derecho a competir por el título de Miss México 2023, evento celebrado el 14 de abril de 2023 en Morelia, Michoacán. Allí ganó el título Miss Mexico Supranational 2023 y el derecho para competir en Miss Supranacional 2023, que se llevará a cabo este verano en Polonia.

### Otros proyectos y actualidad
Actualmente dirige un podcast llamado Mind Over Body, en el que aborda situaciones relacionadas al papel de la mujer en el mundo de la belleza y a la violencia de género. Como parte de dicho proyecto, tuvo la oportunidad de entrevistar a Jaime VandenBerg, señorita Canadá. Cursa en la actualidad estudios de Comunicación y Medios Digitales, y es representada por The Agency. Como modelo, ha participado en comerciales de televisión para marcas como Marinela, Unefón, Nissan, Act II, GNP, Price Shoes y Huawei, entre otras.

## Filmografía

### Como presentadora
| Año  | Título                         | Ref.  |
| ---- | ------------------------------ | ----- |
| 2014 | Rumbo a Nuestra Belleza Sonora | [ 2 ] |
| 2017 | Trendy Channel                 | [ 2 ] |
| 2017 | Mexicana Universal Sonora      | [ 2 ] |